# Free Now
Free Now (precedentemente mytaxi) è un fornitore di mobilità con sede ad Amburgo, in Germania, che opera in oltre 100 città europee. FREE NOW è stata costituita dalla joint venture di Daimler AG e BMW Group, annunciata nel febbraio 2019.
Fondata nel 2009, la società sviluppa, gestisce e promuove l'app FREE NOW che crea un collegamento diretto tra passeggeri e tassisti.
Free Now è attivo in Austria, Germania, Irlanda, Italia, Polonia, Portogallo, Spagna, Svezia, Regno Unito, Grecia.
Nel 2018, Marc Berg è stato nominato CEO di Free Now: tuttavia, a partire dal 1º aprile 2022, il nuovo CEO è Thomas Zimmermann, precedentemente CMO dell'azienda. Dal 2020, il country manager per l'Italia è Andrea Galla.

## Storia
Mytaxi è stata fondata dagli imprenditori tedeschi Niclaus Mewes e Sven Külper. Nello stesso anno, hanno successivamente fondato l'entità legale a cui fa capo mytaxi: Intelligent Apps.
A maggio 2011, mytaxi è stata lanciata in Germania. Nell'agosto 2011, mytaxi ha oltrepassato i confini tedeschi, lanciando il servizio a Vienna. L'app è ora disponibile in oltre 100 città in tutta Europa.
Nel settembre 2014, Daimler ha acquisito Intelligent Apps, entrando nel mercato del ride-sharing.
Nel 2016, mytaxi si è unita alla piattaforma britannica Hailo, diventando il più grande operatore nel settore dell'e-hailing (ovvero, la chiamata dei taxi tramite app).
In seguito all'approvazione normativa arrivata nel febbraio 2019, BMW Group e Daimler AG hanno annunciato una joint venture sulla mobilità del valore di 1 miliardo di euro, che ha dato vita ai brand FREE NOW (ride-hailing), REACH NOW (multimodalità), SHARE NOW (car-sharing), PARK NOW (soluzioni per il parcheggio) e CHARGE NOW (soluzioni per la ricarica di veicoli elettrici).

## Il servizio
I clienti possono scaricare l'app Free Now sul proprio smartphone iOS o Android, registrandosi e inserendo un numero di telefono valido e una forma di pagamento valida (carta di credito o prepagata, Apple Pay, Google Pay e PayPal). In Italia Free Now lavora con i tassisti con licenza, offrendo anche ulteriori servizi come i monopattini elettrici nei mercati in cui il contesto legislativo lo permette.

## Territori
Free Now è disponibile in oltre 100 città di 10 Paesi europei, con 100.000 tassisti con licenza iscritti alla piattaforma e oltre 750 dipendenti in 26 uffici locali in tutta Europa.